# 谷澤伸幸
谷澤 伸幸（たにざわ のぶゆき、1978年11月11日 - ）は、日本のプロデューサー、監督、クリエイティブ・ディレクター。電通のCDCに所属。
日本映画テレビプロデューサー協会会員。
広告・映画・アニメや絵本の分野で活動。2014年には木村佳乃、佐々木希、杏、松坂桃李、菅田将暉ら所属の芸能事務所トップコートの創立20周年を記念した「トップコート20thスターオーディション」で宮本亜門らと、最終審査の審査員を務めた。

## プロフィール
東京都出身。立教大学経済学部経済学科卒業。2001年、広告代理店大手の電通に入社。

## 受賞歴
- カンヌ国際広告祭（Cannes Lions）、金賞2006ACジャパン、銀賞20052008、2008
- ロンドン国際広告賞（London International Awards）2006インタラクティブ・メディア部門グランプリ作品名「過去」金賞、銀賞、ファイナリスト20082005
- One Show Interactive 金賞20062006、入賞20082008
- Spikes Asia festival of Creativity（アジア国際広告祭）銀賞2009、入賞2009、2009、2009
- アジア太平洋広告祭（AdFest）、金賞20062006
- D&AD
- Times Asia-Pacific Advertising Awards2006
- 東京インタラクティブアドアワード、金賞2005、20082008銀賞2006、2007、2008、2009、2009、銅賞2009
- 第58回 広告電通賞 インターネット広告賞
- 第59回 広告電通賞 ウェブ広告部門賞
- 第60回 広告電通賞 ウェブ広告部門賞
- モバイル広告大賞 クリエーティブ部門 ピクチャー・パネル広告大賞、コンテンツ型広告賞2006

## 映画
- 『喰女-クイメ-』（東映、2014年)監督：三池崇史 出演：市川海老蔵、柴咲コウ、伊藤英明 - 共同製作/プロデューサー
  - 第39回トロント国際映画祭Vanguard部門正式出品作品[6]
  - 第19回釜山国際映画祭正式出品作品[7]
  - 第47回シッチェス・カタロニア国際映画祭(Festival Internacional de Cinema Fantàstic de Catalunya)OF Competition部門
  - モントリオール国際映画祭2014 DU NOUVEAU CINEMA部門
  - 第16回ムンバイ国際映画祭 World Cinema部門
  - L'ÉTRANGE FESTIVAL2014 Compétition internationale
  - ウィーン国際映画祭2014正式招待作品
  - 第51回台北金馬奨映画祭
- 『万能鑑定士Q -モナ・リザの瞳-』（東宝、2014年)監督：佐藤信介 出演：綾瀬はるか、松坂桃李
- 『タイガーマスク』（アークエンタテイメント、2013年）監督：落合賢 出演：ウエンツ瑛士、夏菜、哀川翔 - チーフプロデューサー
  - モントリオール・ファンタジア国際映画祭2013正式招待作品[8]
  - 富川国際ファンタスティック映画祭2013正式招待作品
  - AOF国際映画祭2013最優秀タイトルバック賞受賞、最優秀美術賞受賞
- 『ケンとメリー 雨あがりの夜空に』（セディック/電通、2013年）監督：深作健太 出演：竹中直人、北乃きい、胡兵 - プロデューサー
  - 第33回ハワイ国際映画祭正式招待作品[9]
- 『ばしゃ馬さんとビッグマウス』（東映、2013年)監督：吉田恵輔 出演：麻生久美子、安田章大
  - 第23回日本映画批評家大賞主演女優賞（麻生久美子）、監督賞（吉田恵輔）
- 『I am ICHIHASHI 逮捕されるまで』（セディック/電通、2013年）監督：DEAN FUJIOKA 出演：DEAN FUJIOKA - エグゼクティブプロデューサー
- 『風俗行ったら人生変わったwww』（セディック/電通、2013年）監督：飯塚健 出演：満島真之介、佐々木希、松坂桃李 - 企画・プロデュース
- 『TAP完全なる飼育』（セディック/電通、2013年）監督：片嶋一貴 出演：前川怜早、西沢仁太、有森也実、竹中直人 - エグゼクティブプロデューサー
- 『おしん』（東映、2013年）監督：冨樫森 出演：濱田ここね、上戸彩、稲垣吾郎、泉ピン子 - チーフプロデューサー
  - 第22回金鶏百花映画祭（2013年発表）国際映画部門最優秀作品賞[10][11]
  - 第37回日本アカデミー賞 新人俳優賞（濱田ここね）
  - 第37回山路ふみ子映画賞 新人女優賞（濱田ここね）
  - 第68回毎日映画コンクール スポニチグランプリ新人賞（濱田ここね）
- 『今日、恋をはじめます』（東宝、2012年)監督：古澤健 出演：武井咲、松坂桃李
- 『悪の教典』（東宝、2012年)監督：三池崇史 出演：伊藤英明、二階堂ふみ、染谷将太
  - 第7回ローマ国際映画祭コンペティション部門正式出品作品[12]
- 『GIRL』（東宝、2012年）監督：深川栄洋 出演：香里奈、麻生久美子、吉瀬美智子、向井理
- 『一命』（松竹、2011年)監督：三池崇史 出演：市川海老蔵、瑛太、満島ひかり、役所広司
  - 第64回カンヌ国際映画祭コンペティション部門正式出品作品[13]
  - 第1回パロアルト国際映画祭PAIFF&Dolby3D賞受賞[14]
- 『ラビット・ホラー3D』（ファントム・フィルム、2011年)監督：清水崇 撮影監督：クリストファー・ドイル 出演：満島ひかり、香川照之、大森南朋、緒川たまき - アソシエイトプロデューサー
  - 第68回ヴェネツィア国際映画祭正式招待作品。オリゾンティ・ミッドナイトガラ部門に出品[15]
- 『忍たま乱太郎』（ワーナー・ブラザース映画、2011年)監督：三池崇史 出演：加藤清史郎、杏、檀れい、竹中直人
- 『大鹿村騒動記』（東映、2011年)監督：阪本順治 出演：原田芳雄、佐藤浩市、松たか子、瑛太、石橋蓮司、三國連太郎 - 共同プロデューサー
  - 第35回日本アカデミー賞（2012年発表）「優秀作品賞」「最優秀主演男優賞」「優秀監督賞」「優秀助演男優賞」など8部門受賞作品[16]
- 『デンデラ』（東映、2011年)監督：天願大介 出演：浅丘ルリ子、倍賞美津子、山本陽子、草笛光子
  - 第30 回バンクーバー国際映画祭ドラゴン＆タイガー部門上映作品[17]
  - 第55 回ロンドン映画祭上映作品[18]
- 『あしたのジョー』（東宝、2011年)監督：曽利文彦 出演：山下智久、伊勢谷友介、香里奈、香川照之
- 『雷桜』（東宝、2010年)監督：廣木隆一 出演：岡田将生、蒼井優、柄本明、時任三郎
- 『リアル鬼ごっこ2』（ファントム・フィルム、2010年)監督：柴田一成 出演：石田卓也、吉永淳、大森南朋、三浦翔平
- 『ルー=ガルー』（東映、2010年)監督：藤咲淳一 出演：沖佳苗、井上麻里奈、沢城みゆき、五十嵐裕美 - プロデューサー

## 監督作品
- 『きんぴか症候群』（COMITV、2022年）声の出演 - 佐々木健吾、権藤宏昂[19]
- 『（元）ショタおにと両片想い』（COMITV、2022年）声の出演 - 髙橋颯、黒川竜也[20]
- 『ナメられたくないナメカワさん』（COMITV/一迅社、2022年）声の出演 - 滑川恭子、村田知沙[21][22]
- 『夏の盆に』（COMITV、2021年）声の出演 - 髙橋颯、藤田辰哉、伊坂悠、森結貴[23]
- 『先輩、俺じゃダメですか？』（COMITV、2021年）声の出演 - 髙橋 颯、赤星優希、はるかひとみ[24]
- 『オオカミ部下くんとヒツジ上司さん』（COMITV/新潮社、2021年）声の出演 - 権藤宏昂、森結貴、はるかひとみ、滑川恭子、伊坂悠[25]
- 『レリセッゴ』（COMITV、2021年）声の出演 - 権藤宏昂、髙橋颯[26]
- 『後輩の召喚術師に困ってます。』（COMITV、2021年）声の出演 - 井浦祐磨、森結貴[27]
- 『言うなれば宇宙』（COMITV、2021年）声の出演 - 権藤宏昴、はるかひとみ[28]
- 『娘たちは卒業します』（2020年 ）声の出演 - 伊坂悠、村田知沙、森結貴、梅澤彩歌ほか[29]
- 『人見知り専用家庭教師 坂もっちゃん』（2020年 ）声の出演 - 蛭田真衣、三浦奨平ほか[30]
- 『延熱』（2020年 ）声の出演 - 片桐寧音、若狹海璃、桑鶴由委、西崎真優[31]
- 『級長が押し付けてくる』（2020年 ）声の出演 - 民谷樹、佐藤和稀[32]
- 『空気が「読める」新入社員と不愛想な先輩の話』（2020年 ）声の出演 - 八乙女 逢、青木翔悟ほか[33]
- 『中年男子の日常』（2020年 ）声の出演 - 佐藤七夏、侑出乃愛ほか[34]
- 『幼女になった魔王様と野心を持った幹部の話』（2020年 ）声の出演 - 森田竜雅、蛭田真衣[35]
- 『マジで付き合う15分前』（2020年 ）声の出演 - 涼宮璃央、森広侑生ほか[36]
- 『先輩から目が離せないとある会社員の日常』（2020年 ）[37]
- 『妹が分裂した』（2020年 ）声の出演 - 南来華、油津香乃莉[38]
- 『朝起きたら女の子になっていた。』（2020年 ）声の出演 - 竹中悠斗、森元夏美、西崎真優[39]
- 『オタクが魔法少女に会いたくて敵役やってます』（2020年 ）声の出演 - 二宮丈、小川柚奈、波羽ユーイほか[40]
- 『ハンバーガーちゃん絵日記』（COMITV/角川書店 2020年 ）声の出演 -  森結貴、梅澤彩歌、村田知沙[41][42]
- 『RABBITHORROR YouTube』（2011年 ）出演：満島ひかり、香川照之
- 『ICHIGIRI』（2008年 ）出演：綾瀬はるか
- 『CanCam25th NEW ELEGANCE FASHION SHOW』（2006年 ）出演：山田優、押切もえ、蛯原友里ほか

## 舞台
- 『ドラゴンクエストライブスペクタクルツアー』（主催：日本テレビほか、2016年)演出：金谷かほり 出演：松浦司、風間俊介、中川翔子 - 企画・監修[43]
- 『暁の帝〜朱鳥の乱編〜』（2019年) 演出：伊藤靖朗 出演：佐藤美希、十碧れいや、阿部丈二、加山 徹 - アソシエイト・プロデューサー[44]

## ゲーム
- 『ドラゴンクエストヒーローズ 闇竜と世界樹の城』（発売元：スクウェア・エニックス、PlayStation 4/PlayStation 3専用ゲームソフト）ゼネラルディレクター：堀井雄二 音楽：すぎやまこういち キャラクター&モンスターデザイン：鳥山明
  - 声 - 松坂桃李、 桐谷美玲、 銀河万丈、 小松未可子、 釘宮理恵、 中川翔子、 緑川光、 沢城みゆき、 小野大輔、 井上麻里奈、 花澤香菜、 神谷浩史、 立木文彦、 竹達彩奈、 片岡愛之助  - タレントキャスティングプロデューサー[45]
  - 日本ゲーム大賞2015-Japan Game Awards2015-年間作品部門優秀賞(主催：一般社団法人コンピュータエンターテインメント協会)[46]。
  - PlayStation Awards 2015プラチナプライズ受賞、ユーザーズチョイス賞受賞[47]。
- 『ドラゴンクエストヒーローズII 双子の王と予言の終わり』（発売元：スクウェア・エニックス、PlayStation 4/PlayStation 3/PlayStation Vita専用ゲームソフト）ゼネラルディレクター：堀井雄二 音楽：すぎやまこういち キャラクター&モンスターデザイン：鳥山明
  - 声 - 森山未來、 武井咲、 山田孝之、 水樹奈々、 釘宮理恵、 三ツ矢雄二、 中川翔子、 緑川光、 茶風林、 沢城みゆき、 日笠陽子、 杉田智和、 安元洋貴、 神谷浩史、 悠木碧、 田村睦心、 竹達彩奈、 細谷佳正  - タレントキャスティング企画・ディレクター[48]
  - PlayStation Awards 2016ゴールドプライズ受賞[49]

## 楽曲プロデュース
- MAN WITH A MISSION 『your way』マキシシングル「database feat. TAKUMA(10-FEET)」収録曲(Sony Music Records、2013年10月9日)[50][51]
- AAA 『MASK』マキシシングル「恋音と雨空」収録曲(avex trax、2013年9月4日)[52][53]
- SCANDAL 『BURN』オリジナルアルバム「BABY ACTION」収録曲(エピックレコードジャパン、2011年8月10日)
- SCANDAL 『さよならMy Friend』オリジナルアルバム「TEMPTATION BOX」収録曲(エピックレコードジャパン、2010年8月11日)

## 著書・共著
- 『さんかくぼうしのミンミン DVD付 -モノマネソウのやくそく-』（飛鳥新社 ISBN 978-4-87031-988-2 2010年3月）